# Petrus Stockinger

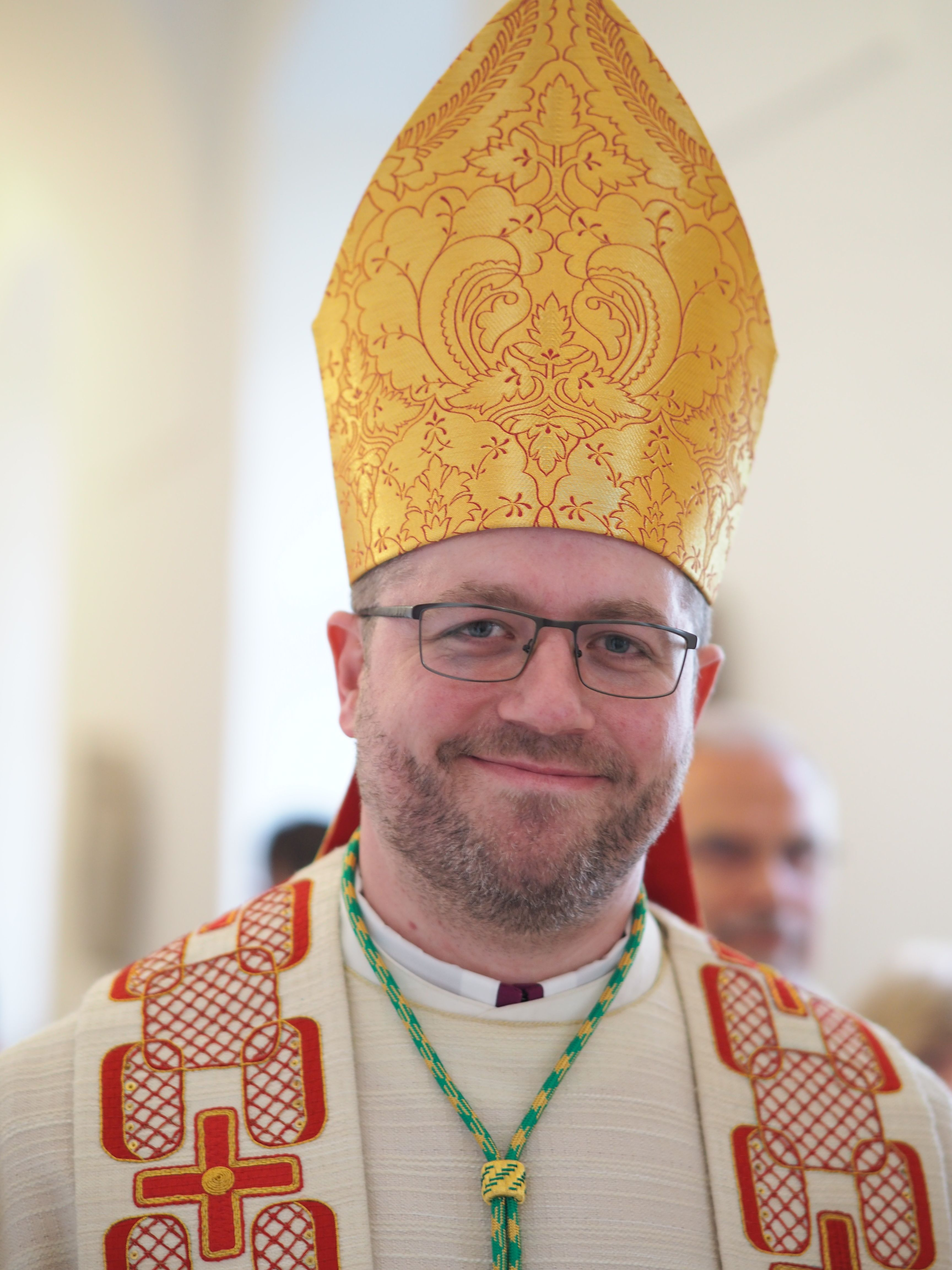
Propst Petrus Stockinger (2019)

Petrus Stockinger Can. Reg. (* 11. Juli 1982 als Roman Stockinger in Ried im Innkreis, Oberösterreich) ist ein österreichischer römisch-katholischer Ordensgeistlicher. Seit dem 9. April 2019 ist er der 69. Propst des Stiftes Herzogenburg.

## Leben
Stockinger wuchs in Eberschwang auf und trat nach seiner Matura im Jahr 2000 in das Chorherrenstift Reichersberg ein und erhielt den Ordensnamen Peter. 2005 wechselte er in das Stift Herzogenburg über, wobei der Ordensname in die Form Petrus latinisiert wurde. Er studierte in Salzburg und St. Pölten Theologie und Religionspädagogik und legte 2006 die Ewige Profess ab. 2009 empfing er durch den Erzbischof von Salzburg, Alois Kothgasser in Herzogenburg das Sakrament der Priesterweihe. Seither war er als Kaplan in der Stadtpfarre Herzogenburg tätig. Er bekleidete viele stiftsinterne Ämter, unter anderem leitete er den Tourismusbereich. Im Rahmen dieser Aufgabe war er auch verantwortlich für die Konzeption und Neugestaltung der Ausstellung im Stift Dürnstein mit dem Titel „Entdeckung des Wertvollen“. Seit Frühjahr 2017 hatte er das Amt des Stiftsdechanten, des Stellvertreters des Propstes, inne.
Am 9. April 2019 wurde Petrus Stockinger als Nachfolger von Maximilian Fürnsinn zum 69. Propst des Stiftes Herzogenburg für eine Amtszeit von 10 Jahren gewählt und am 26. Mai 2019 von Bischof Alois Schwarz benediziert.
Petrus Stockinger ist Mitglied mehrerer Verbindungen des katholischen Mittelschüler-Kartell-Verbandes (MKV). Seit 2002 ist er Mitglied der Katholischen Österreichischen Hochschulverbindung Rheno-Juvavia in Salzburg, seit 2005 der KÖStV Rudolfina Wien und seit 2016 der Ö.k.a.V. Vitonia Krems, alle im Österreichischen Cartellverband (ÖCV).

## Wappen und Wahlspruch

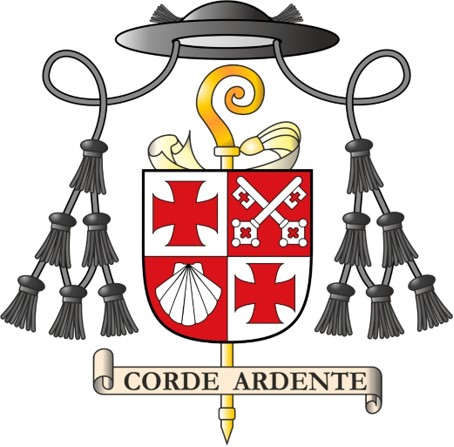
Wappen von Petrus Stockinger als Propst des Stiftes Herzogenburg

Der geteilte und gespaltene Schild zeigt zwei Mal das Stiftswappen, das rote Georgskreuz auf silbernem Grund, und zwei persönliche Attribute.
Im oberen Feld die gekreuzten silbernen Schlüssel des Apostels Petrus auf rotem Grund: Die Darstellung der Schlüssel entspricht jener im Wappen des ehemaligen Klosters Cluny im französischen Burgund. Propst Petrus war oft in dieser Gegend, die auch Heimat der Communauté von Taizé ist.
Im unteren Feld ist eine silberne Jakobsmuschel auf rotem Grund: Dieses Pilgerzeichen verdeutlicht, dass wir alle auf dem Weg zu Gott sind. Propst Petrus ist im Jahr 2016 den Jakobsweg von Herzogenburg nach Santiago gegangen. Die Linien der Muschel laufen auf ein gemeinsames Ziel zu und versinnbildlichen, dass wir auf die Ewige Heimat zugehen.
Der Wahlspruch „Corde ardente“ heißt übersetzt „mit brennendem Herzen“. Er ist einerseits eine Reverenz an den Ordensvater Augustinus, dessen Attribut das brennende Herz ist. Andererseits bezieht er sich auf das Evangelium von Emmaus.
Die Insignien, die das Wappen umgeben, weisen die Pontifikalrechte des Propstes aus.

## Schriften
- Tod des Reichersberger Propstes Karl Stephan am 16. April 1770 In: Der Bundschuh. Schriftenreihe vom Museum Innviertler Volkskundehaus 4 (2001) 112-114.
- Heiliger Claudius, bitte für uns! Zur Geschichte eines Katakombenheiligen im Stift Reichersberg In: Der Bundschuh. Schriftenreihe vom Museum Innviertler Volkskundehaus 6 (2003) 29-32.
- zusammen mit Maximilian Fürnsinn und anderen: Stift Herzogenburg: Zeitzeuge der Ewigkeit, Residenz-Verlag 2012, ISBN 978-3701732760
- Innere Inventur, Residenz-Verlag 2013, ISBN 978-3701733071
- zusammen mit Raimund Lang: Großes Österreichisches Kommersbuch, Mittelschüler-Kartell-Verband 2015, ISBN 978-3200040113
- Die Kongregation der Österreichischen Augustiner-Chorherren und die konföderierten Augustiner-Chorfrauen, Kongregation der österreichischen Augustiner-Chorherren 2016

## Film
- 900 Jahre Stift Herzogenburg – Zeitzeuge der Ewigkeit bei IMDb